# Vedlő állatok
A vedlő állatok (vedlőállatok, Ecdysozoa) az ősszájúak (Protostomia) egyik legfontosabb taxonja (főtörzse). Ide tartoznak az ízeltlábúak (rovarok, csáprágósok, rákok és ezerlábúak), a fonálférgek, és néhány kisebb állattörzs.
A taxont először Aguinaldo és munkatársai (1997) írták le az RNS 18S génjei alapján. Egy évtized múlva Dunn és munkatársainak (2008) nagyszabású kutatásai alátámasztották azt az elméletet, amely szerint az Ecdysozoa egy természetes (azaz nem mesterséges, ember által alkotott) csoport.
A főtörzsbe sorolt fajok közös jellemzője, hogy rendszeresen levedlik külső vázukat (exoskeleton).
Morfológiai (alaktani) bélyegek alapján a recens Ecdysozoa főtörzsbe sorolt állatcsoportok összevonását már 1897-ben javasolta Perrier és 1920-ban Seurat.
Ezt a fajta csoportosítást csak a biológusok szűk kisebbsége nem fogadta el. Néhányan a hagyományos taxonómiai technikák mellett érveltek, mások a molekuláris technikákkal nyert adatok értelmezését vitatták (lásd Kritika c. alfejezet).

## Származásuk, elterjedésük
Bizonyítottan a kambrium elején váltak külön testvércsoportjuktól, a spirálisan barázdálódó állatoktól (Spiralia) – de lehet, hogy már a neoproterozoikumban.

## Megjelenésük, felépítésük
Legfőbb jellegzetességük a háromrétegű, szerves anyagokból felépülő, kitint tartalmazó kutikula. Mivel ez nem nő együtt az állattal, időszakonként le kell vedleni – a vedlésről (ecdysis) kapta a nevét a csoport. Nincsenek a mozgást segítő csillóik; spermiumaik amőboid típusúak. Zigótájuk nem spirálisan barázdálódik. Sokuk – medveállatkák (Tardigrada), tengeri pókok (Pycnogonida) és fonálférgek (Nematoda) – közös jellemzője a háromsugarú garat (pharynx).

## Rendszertani felosztásuk
Az Ecdysozoa a következő törzseket tartalmazza: ízeltlábúak, karmos féreglábúak (Onychophora), medveállatkák, öves férgecskék (Kinorhyncha), farkosférgek (Priapulida), loriciferák (Loricifera), fonálférgek és húrférgek (Nematomorpha). Noha nem rendelkeznek minden fő kritériummal, néhány más csoport (pl. csillóshasúak) a főtörzs lehetséges tagjaként vannak számon tartva. Az ízeltlábúak, karmos féreglábúak és medveállatkák a Panarthropoda csoportba lettek sorolva, mivel testfelépítésükön látható nyomai látszanak a szegmentáltságnak.
Az Ecdysozoa-n belül, a Kinorhyncha, Priapulida és Loricifera törzsek együtt a Scalidophora csoportot alkotják. Közös tulajdonságaik közé tartozik a pseudocoel testüreg, a tengeri életmód, a garatideggyűrű és a lárva alakja.
Első, bizonytalan csoportosításuk a főtörzset két csoportra – Panarthropoda és Cycloneuralia bontotta, ám hamarosan mindkettőről kiderült, hogy parafiletikus.
Aguinaldo és munkatársai (1997) csoportosítását az első pillanattól sokan vitatták. Néhány zoológus továbbra is kiállt az eredeti nézet mellett, hogy  a Panarthropoda csoportot a gyűrűsférgekkel (Annelida) közös, Articulata nevű csoportba kell betagolni. A fonálférgek törzse a sok, nagy mértékben levezetett élősködő (parazita) csoporttal és számos autapomorf jelleggel további gondokat okoz; rendszertani helyzetük erősen vitatott.
1. A kutikuláris epithelia számos különböző gerinctelen állatcsoportban megtalálható, közte néhány Ecdysozoa-n kívüli csoport is mint például a gyűrűsférgek és a puhatestűek (Mollusca), amelyeknél inkább bőrként funkcionál semmint külső vázként (exoskeleton). Ezek a változatok egymástól függetlenül is kialakulhattak, legalábbis néhány csoportban. A fonálférgek törzsében és a Panarthropoda csoportban a kutikula mind vegyi összetételében, mind ultraszerkezetében eltér; míg az ízeltlábúaké (Arthropoda) kitint tartalmaz. Ez lehet a kitin és keratin kombinációja (rákok) is. A kitin más csoportokban pl. fonálférgek teljesen hiányzik a kutikulából. A fonálférgek kültakaróját alkotó három rétegből kívül helyezkedik el a rostos, sokrétegű kutikula. Ezt olyan kollagén és keratin épít fel, amely csak erre a törzsre jellemző (ez az autapomorfia).[forrás?].

1. Blair és munkatársai szerint a molekuláris bizonyítékok is vitathatóak.[3][7]

Lehetséges megoldásként javasolták az Ecdysozoa-t mint a gyűrűsférgek testvércsoportjaként kezelni, noha az ellentmondások és viták megoldása még nagyon távol van.
A 2010-es évek végén többséginek tekintett (Lőrinczi–Torma) álláspont szerint a főtörzsben három ágat különböztethetünk meg. Ezek közül elsőként a 
Scalidophora különült el, így a Nematoida és a Panarthropoda egymás testvércsoportjai.
1. ág: Scalidophora három törzzsel:
- farkosférgek (Priapulida)
- övesférgecskék (Kinorhyncha)
- páncélosférgek (Loricifera)

2. ág: Nematoida két törzzsel:
- fonálférgek (Nematoda)
- húrférgek (Nematomorpha)

3. ág: Panarthropoda 3 recens + 1 kihalt törzzsel:
- karmos féreglábúak (Onychophora)
- medveállatkák (Tardigrada)
- ízeltlábúak (Arthropoda)
- †Lobopodia

A Scalidophora és a Nematoida klád tagjainak közös  jellemzői:
- az elsődleges, kiölthető  ormány (introvert) és hogy
- idegrendszerük  központja (az „agy”) egy garat  körüli  ideggyűrű.